# Hertwegsgrün
Hertwegsgrün ist ein Gemeindeteil der Gemeinde Geroldsgrün im Landkreis Hof (Oberfranken, Bayern). Hertwegsgrün liegt in der Gemarkung Geroldsgrün.

## Geographie
Das Dorf besteht aus fünf Siedlungen, die auf freier Flur liegen. Im Westen schließt sich der Geroldsgrüner Forst an und im Süden der Gerlaser Forst. Bei Hertwegsgrün entspringt ein Quellbach der Ölsnitz. Ein Anliegerweg führt 600 Meter nördlich zur Kreisstraße HO 41 bei Geroldsgrün.

## Geschichte
Hertwegsgrün bildete mit Hirschberglein eine Realgemeinde. Gegen Ende des 18. Jahrhunderts gab es in Hertwegsgrün zehn Anwesen (6 Gütlein, 2 halbe Gütlein, 2 Tropfhäuser). Das Hochgericht sowie die Grundherrschaft über sämtliche Anwesen hatte das bayreuthische Kasten- und Richteramt Lichtenberg.
Von 1797 bis 1808 unterstand der Ort dem Justiz- und Kammeramt Naila. Mit dem Gemeindeedikt wurde Hertwegsgrün dem 1812 gebildeten Steuerdistrikt Geroldsgrün und der zugleich gebildeten Ruralgemeinde Geroldsgrün zugewiesen.

### Ehemalige Baudenkmäler
- Haus Nr. 1: Eingeschossiges, verputzt massives Kleinhaus, Ende des 18. Jahrhunderts, Anfang des 19. Jahrhunderts; zwei zu vier Achsen, mit Halbwalmdach; Giebeltrapez verschiefertes Ständerwerk.[7]
- Haus Nr. 3: Zweigeschossiges, verputzt massives Wohnstallhaus des späten 18. Jahrhunderts, zwei zu vier Achsen, mit Halbwalmdach über hölzernem Kranzgesims; Giebeltrapez verschiefertes Ständerwerk.[7]
- Haus Nr. 13: Eingeschossiges, verputzt massives Wohnstallhaus der zweiten Hälfte des 18. Jahrhunderts, mit Satteldach; Giebel mit verschiefertem Ständerwerk.[7]
- Haus Nr. 15: Zweigeschossiges Wohnstallhaus, wohl des mittleren 18. Jahrhunderts, zwei zu fünf Achsen, mit Walmdach über hölzernem Kranzgesims; Erdgeschoss verputzt massiv, Obergeschoss verschiefertes Fachwerk.[7]

### Einwohnerentwicklung
| Jahr      | 001799 | 001861 | 001871 | 001885 | 001900 | 001925 | 001950 | 001961 | 001970 | 001987 |
| Einwohner | 71     | *130   | 117    | 93     | 84     | 64     | 74     | 75     | 80     | 49     |
| Häuser    | 10     |        |        | 11     | 13     | 12     | 12     | 15     |        | 18     |
| Quelle    | [ 9 ]  | [ 10 ] | [ 11 ] | [ 12 ] | [ 13 ] | [ 14 ] | [ 15 ] | [ 16 ] | [ 17 ] | [ 1 ]  |

## Religion
Der Ort ist evangelisch-lutherisch geprägt und bis heute nach St. Jakob (Geroldsgrün) gepfarrt.